# NGC 5911
NGC 5911 is een spiraalvormig sterrenstelsel in het sterrenbeeld Slang. Het hemelobject werd op 5 juni 1880 ontdekt door de Franse astronoom Édouard Jean-Marie Stephan.

## Synoniemen
- MCG 1-39-19
- ZWG 49.133
- NPM1G +03.0475
- PGC 54731